# 市外通話
市外通話（しがいつうわ）は、固定電話による電話加入区域の外への国内通話である。市外電話・加入区域外通話・長距離通話と呼ばれる場合もある。
日本の場合、市外局番を付けてダイヤルする（電話番号計画#閉域番号と開放番号を参照）。イギリスなどでは、閉域番号区域の市外通話もある。

## 日本の市外電話
日本の市外電話の料金制度は、業務利用の比較的多い長距離通話で電話設備の維持・管理・運用の費用の多くを賄い、市内通話・月額基本料・公衆電話の料金を低く抑えて大衆への普及を可能にするという内部補助を基本として設計されていた。しかし、1985年の電気通信事業の自由化以降は、電気通信役務を行う費用をそれぞれのサービスの利用料金で賄うことが基本となった。そのため、市外通話料金は値下げされ、その他のサービスが値上げされた。
1972年11月の広域時分制の導入以前は、公衆電話で区域内通話のみ可能で区域外通話ができない物が存在した（委託公衆電話・特殊簡易公衆電話を参照）。
マイラインなどの料金区分の関係で、都道府県外へのものを県外市外電話、県内へのものを県内市外電話、隣接区域へのものを隣接区域電話として区別する場合がある。